# Abuta selloana
Abuta selloana är en tvåhjärtbladig växtart som beskrevs av August Wilhelm Eichler. Abuta selloana ingår i släktet Abuta och familjen Menispermaceae. Inga underarter finns listade i Catalogue of Life.